# 269 f.Kr.

## Händelser

### Efter plats

#### Sicilien
- Mamertinerna, en grupp kampaniska legosoldater som har blivit lejda av Syrakusas förre tyrann Agathokles, erövrar fästningen Messana på nordvästra Sicilien, varifrån de trakasserar Syrakusas invånare. Syrakusas militäre ledare Hieron besegrar dem i ett fältslag vid Longanusfloden nära Mylae, men karthagiska styrkor ingriper för att hindra honom från att erövra Messana. Hans tacksamma landsmän väljer honom sedan till sin kung och tyrann, under namnet Hieron II.

## Födda
- Attalos I Soter, härskare av Pergamon 241–197 f.Kr., den förste av den attalidiska dynastin att anta titeln kung (död 197 f.Kr.)